# Fjällsjön (Långseruds socken, Värmland)
Fjällsjön är en sjö i Säffle kommun i Värmland och ingår i Göta älvs huvudavrinningsområde. Sjön är 30 meter djup, har en yta på 0,947 kvadratkilometer och är belägen 195,2 meter över havet. Sjön avvattnas av vattendraget Kallbäcken.

## Delavrinningsområde
Fjällsjön ingår i det delavrinningsområde (658581-131848) som SMHI kallar för Utloppet av Fjällsjön. Medelhöjden är 230 meter över havet och ytan är 5,28 kvadratkilometer. Det finns inga avrinningsområden uppströms utan avrinningsområdet är högsta punkten. Kallbäcken som avvattnar avrinningsområdet har biflödesordning 5, vilket innebär att vattnet flödar genom totalt 5 vattendrag innan det når havet efter 242 kilometer. Avrinningsområdet består mestadels av skog (81 procent). Avrinningsområdet har 0,95 kvadratkilometer vattenytor vilket ger det en sjöprocent på 18 procent.